# Esperansa Grasia
Gemma Palacio Martínez (Liria, 20 de mayo de 2000), más conocida por Esperansa Grasia, es una actriz, influencer y creadora de contenido para redes sociales como TikTok, Instagram, YouTube o Facebook con más de 2,7 millones de seguidores y más de 400 vídeos publicados en TikTok.

## Biografía
Gemma Palacio nació en la población valenciana de Liria, aunque ha residido siempre en Benaguacil. Estudió un Ciclo Formativo de Grado Medio de contabilidad y empezó trabajando en un supermercado como cajera con el fin de poder ahorrar, continuar sus estudios superiores e independizarse.
El nombre de Esperansa Grasia surge a finales del confinamiento de la COVID-19 con un anuncio publicitario de la astróloga Esperanza Gracia y de la forma de hablar de Gemma Palacio con sus amigas seseando. Empezó publicando videos el 11 de mayo de 2020 en la red social TikTok y, aunque no tuvo mucho éxito al principio, fue ganando popularidad hasta superar los 2 millones de seguidores con el paso del tiempo. La mayoría de vídeos son comparativas entre la vida social de España y Estados Unidos con personajes como Consuelo, Juanjo o Ashley, siendo interpretados todos ellos por ella misma. También realiza videos parodia sobre programas o series de televisión en el que participan amigos y miembros de su familia como su madre o su hermano.
Su salto a la televisión se produce en julio de 2021 en el programa El Intermedio de LaSexta donde Thais Villas la entrevistó para la sección "OK, Boomer", espacio del programa que tiene como objetivo rejuvenecer el contenido del programa. También ha sido entrevistada por Ana Morgade en el programa radiofónico Yu: No te pierdas nada de Vodafone yu para Europa FM en 2021. En 2022 participó en el mismo programa con una sección llamada El consultorio de Consuelo y realizó colaboraciones con la plataforma Netflix.
En octubre de 2022 se estrenó como actriz de teatro en la obra "La luz fantasma", una obra musical escrita y dirigida por Tonet Ferrer donde interpretó a Candela en el Teatro Talía de Valencia. Este papel le sirvió para aparecer en la película del mismo director "La vida empieza hoy" estrenada un año después.
En 2023 participó en el programa teatral A este paso (no) estrenamos que presentó Cristina Castaño en La 2. En dicho programa interpretó una escena de Bodas de sangre de Federico García Lorca junto al divulgador científico Pakozoico y la cantante Anni B Sweet desde el Corral de Comedias de Alcalá.
Entre 2023 y 2024 fue invitada en varias ocasiones al programa Martínez y Hermanos emitido en Movistar Plus+ y Cuatro. En 2024 participó en el concurso La mejor generación emitido en Telecinco donde fue capitana de equipo de la generación streamers junto a Marta Sango, Maverick López e Izan Llunas. También ha sido concursante de El Cazador Stars.

## Tu cara me suena
En febrero de 2025 fue anunciada como concursante de la duodécima edición del concurso Tu cara me suena emitido en Antena 3. El 1 de mayo fue a El Hormiguero junto a Ana Guerra y Florentino Fernández para promocionar el concurso que se estrenó el 4 de abril de 2025.

### Imitaciones
| Gala | Imitación | Puntuación    |
| ---- | --- | ------------- |
| 1    | Yo te quiero comer la boca de Guillermo Novellis (La Mosca Tsé Tsé)                                                                   | 9 puntos      |
| 2    | Potra salvaje de Isabel Aaiún (Training VIP)                                                                                          | 21 puntos     |
| 3    | Messy de Lola Young | 21 puntos     |
| 4    | Typical Spanish de Marisol | 9 puntos      |
| 5    | La_original.mp3 de Tini con Samantha Gilabert como Emilia (Trae un amigo)                                                             | 11 puntos     |
| 6    | Estúpido de Lolita | 14 puntos     |
| 7    | Yo quiero bailar de Sonia Madoc con Silvia Abril como Selena Leo (Sonia y Selena) (Trae un amigo)                                     | 8 puntos      |
| 8    | Samba do Brasil de Lisa Frieg con Joan Palacio y Amada Martínez como Megan Sierz y Dandara Santos-Silva (Bellini) (Trae a tu familia) | 12 puntos     |
| 9    | Qué hay más allá de Vaiana (Vaiana)                                                                                                   | 24 puntos     |
| 10   | Stupid Cupid de Connie Francis | 18 puntos     |
| 11   | Estoy llorando por ti de Ku Minerva (Training VIP)                                                                                    | 18 puntos     |
| 12   | BAILE INoLVIDABLE de Bad Bunny (Te lo robo - Manu Baqueiro)                                                                           | 9 puntos      |
| 13   | The Climb de Miley Cyrus | 21 puntos     |
| 14   | Disfruto de Carla Morrison | 2.ª Finalista |

## Trayectoria

### Programas de televisión
| Año       | Programa                    | Cadena                | Notas       |
| --------- | --------------------------- | --------------------- | ----------- |
| 2021      | El Intermedio               | LaSexta               | Invitada    |
| 2021      | Gen Playz                   | Playz                 | Invitada    |
| 2021      | La Colla d'À Punt           | À Punt                | Invitada    |
| 2022      | Un país para reírlo         | La 2                  | Invitada    |
| 2022      | Esto Es Un Late             | Prime Video           | Invitada    |
| 2023      | A este paso (no) estrenamos | La 2                  | Concursante |
| 2023      | Ilustres ignorantes         | Movistar Plus+        | Invitada    |
| 2023      | KAPRA Diner                 | YouTube               | Invitada    |
| 2023-2024 | Martínez y Hermanos         | Movistar Plus+ Cuatro | Invitada    |
| 2024      | La mejor generación         | Telecinco             | Concursante |
| 2024      | El Cazador Stars            | La 1                  | Concursante |
| 2025      | Tu cara me suena            | Antena 3              | Concursante |
| 2025      | El Hormiguero               | Antena 3              | Invitada    |

### Radio y pódcast
| Año                    | Programa                     | Emisora              | Notas        |
| ---------------------- | ---------------------------- | -------------------- | ------------ |
| 2021                   | Plis-Play                    | À Punt               | Invitada     |
| Yu: No te pierdas nada | Europa FM                    |                      | Invitada     |
| Yu: No te pierdas nada | Europa FM                    | 2022                 | Colaboradora |
| La script              | Spotify YouTube              | 2022                 | Invitada     |
| Buenismo bien          | Cadena SER                   | 2022                 | Invitada     |
| A vivir Madrid         | Radio Madrid                 | 2022                 | Invitada     |
| 2023                   | La Ruina                     | Multiplataforma      | Invitada     |
| 2023                   | A vivir Comunitat Valenciana | Radio Valencia       | Invitada     |
| 2024                   | Pepina Podcast               | Multiplataforma      | Invitada     |
| 2024                   | Tómatelo menos en serio      | Europa FM            | Invitada     |
| 2025                   | Yo no soy boomer             | MediaMarkt (pódcast) | Invitada     |

### Series
| Año  | Título          | Personaje       | Episodios   |
| ---- | --------------- | --------------- | ----------- |
| 2023 | Misión Complicá | Consuelo Juanjo | 5 episodios |

### Cine
| Año  | Título              | Personaje | Director     |
| ---- | ------------------- | --------- | ------------ |
| 2023 | La vida empieza hoy |           | Tonet Ferrer |

### Teatro
| Año  | Título          | Personaje | Director     |
| ---- | --------------- | --------- | ------------ |
| 2022 | La luz fantasma | Candela   | Tonet Ferrer |

## Publicaciones
- Ai lof yu, Ashley. Alfaguara. 2022. ISBN 9788420459899. OCLC 1428373496.